# Sarissa De Vries
Sarissa De Vries née le 17 février 1989 à Lekkerkerk est une triathlète néerlandaise. Championne des Pays-Bas de duathlon en 2017 et de triathlon en 2017 et 2018. Elle remporte le titre de championne de triathlon longue distance 2021.

## Biographie
Sarissa De Vries remporte en 2021, les Challenge Riccione et Gdansk devant respectivement les anglaises  
India Lee et Lucy Hall.

## Palmarès
Le tableau présente les résultats les plus significatifs (podium) obtenus sur les circuits national et international de duathlon et de triathlon depuis 2012,,.
| Année | Compétition                                        | Pays      | Position           | Temps           |
| ----- | -------------------------------------------------- | --------- | ------------------ | --------------- |
| 2022  | Championnats du monde de triathlon longue distance | Slovaquie | Médaille de bronze | 3 h 39 min 26 s |
| 2021  | Championnats du monde de triathlon longue distance | Pays-Bas  | Médaille d'or      | 8 h 32 min 4 s  |
| 2021  | Championnat des Pays-Bas                           | Pays-Bas  | Médaille d'argent  | 2 h 2 min 47 s  |
| 2021  | Challenge Gdansk                                   | Pologne   | Médaille d'or      | 4 h 4 min 36 s  |
| 2021  | Challenge Riccione                                 | Italie    | Médaille d'or      | 4 h 23 min 16 s |
| 2021  | Challenge Grande Canarie                           | Espagne   | Médaille d'argent  | 4 h 11 min 17 s |
| 2019  | Championnats d'Europe de triathlon longue distance | Pays-Bas  | Médaille de bronze | 9 h 12 min 29 s |
| 2019  | Championnat des Pays-Bas                           | Pays-Bas  | Médaille d'or      | 1 h 59 min 5 s  |
| 2019  | Championnat des Pays-Bas de triathlon sprint       | Pays-Bas  | Médaille d'or      | 58 min 40 s     |
| 2018  | Championnat des Pays-Bas                           | Pays-Bas  | Médaille d'argent  | 2 h 0 min 24 s  |
| 2018  | Championnat des Pays-Bas de triathlon sprint       | Pays-Bas  | Médaille d'or      | 1 h 3 min 5 s   |
| 2017  | Championnats d'Europe de triathlon longue distance | Pays-Bas  | Médaille d'argent  | 9 h 9 min 44 s  |
| 2017  | Championnat des Pays-Bas de triathlon sprint       | Pays-Bas  | Médaille d'argent  | 59 min 28 s     |
| 2017  | Championnat des Pays-Bas                           | Pays-Bas  | Médaille d'or      | 2 h 5 min 51 s  |
| 2017  | Challenge Geraardsbergen                           | Belgique  | Médaille d'argent  | 4 h 31 min 7 s  |
| 2016  | Championnat des Pays-Bas de duathlon               | Pays-Bas  | Médaille d'or      | 2 h 4 min 23 s  |
| 2016  | Championnat des Pays-Bas                           | Pays-Bas  | Médaille de bronze | 2 h 5 min 48 s  |
| 2015  | Championnat des Pays-Bas                           | Pays-Bas  | Médaille d'argent  | 2 h 11 min 56 s |
| 2015  | Ironman Pays-Bas                                   | Pays-Bas  | Médaille d'argent  | 9 h 58 min 44 s |
| 2012  | Coupe d'Europe - l'étape de Genève                 | Suisse    | Médaille d'or      | 2 h 20 min 18 s |